# Platyptilia dschambiya
Platyptilia dschambiya là một loài bướm đêm thuộc họ Pterophoridae. Nó được tìm thấy ở Yemen.